# Chris Darril
Chris Darril, pseudonimo di Mario Christopher Darril Valenti (Catania, 13 aprile 1989), è un autore di videogiochi italiano.

## Biografia
Nato a Catania, si appassiona sin da bambino al cinema e al mondo videoludico. Studia Arti Tecnologiche e Antropologia e consegue la nomina di Membro del Comitato Scientifico per IUDAV, acronimo per Institute University Digital Animation & Videogames, e il ruolo di docente in nuovi media associati a cinema e videogiochi. Il game designer giapponese Hifumi Kono, già autore della serie survival horror Clock Tower, lo coinvolge nel suo nuovo progetto, finanziato mediante Kickstarter, Project Scissors: NightCry.
Fra il 2013 e il 2014 dirige Forgotten Memories: Alternate Realities della software house Psychoz Interactive, survival horror distribuito su dispositivi mobili iTunes l'aprile del 2015, che ottiene un buon riscontro e successivamente candidato a 4 CVA, Canadian Videogame Awards. 
Pochi mesi dopo il lancio di Project Scissors: NightCry e Forgotten Memories: Alternate Realities, sul sito ufficiale, Darril annuncia Remothered: Tormented Fathers, primo capitolo di un'ipotetica trilogia che crea, scrive e dirige e che, dopo un lancio in early access alla fine del 2017, esordisce nel 2018 con un ottimo riscontro di pubblico e critica . Tormented Fathers gli vale, oltre a molteplici riconoscimenti e la statuetta agli Italian Video Game Awards, anche il plauso di Keiichiro Toyama, creatore della saga Silent Hill fra le altre, tanto da dedicargli un tweet pregno di ammirazione dove si auspica future collaborazioni fra i due.
Viene poi inserito nella lista dei 10 game designer indie più influenti sulle pagine di GamesVsPlay.
Nel dicembre 2019 è stato nominato membro della giuria dei BAFTA Awards (British Academy of Film and Television Arts).
A ottobre del 2020 esce il secondo episodio della sua saga Remothered, Remothered: Broken Porcelain che, tuttavia, non ottiene lo stesso riscontro positivo del suo predecessore. A gennaio 2021 esce la graphic novel basata sull'universo di Remothered, il cui libro introduttivo ha il nome di A Lamb to the Slaughter, scritto da Chris Darril, sviluppato da Blue Fox Comics: disegni di Willi Roberts e adattamento testi di Simon Birks.
Il 14 gennaio 2021 viene eletto membro del comitato SIG-IGDA, acronimo di International Game Developers Association (Toronto), la più grande organizzazione internazionale no-profit che tutela le figure professionali coinvolte nel settore videoludico.
A marzo 2021 il cortometraggio Before Saying Goodbye da lui diretto, inizialmente inserito come speciale easter egg nel secondo capitolo della serie survival horror Remothered, Remothered: Broken Porcelain, è stato premiato per la miglior regia in un cortometraggio e candidato per la miglior regia agli Oniros Film Awards e inserito nella selezione ufficiale in concorso ai Lift-Off Global Film Awards.
Il 26 marzo 2021, con l'annuncio dei DStars Awards, evento che celebra gli sviluppatori italiani e italiani all'estero nel settore videoludico e informatico, Darril viene insignito del riconoscimento speciale Game World Observer, definendolo "il più importante professionista per il suo contributo alla scena italiana nell'anno 2020".
Il 25 novembre 2021, ospite live sul canale twitch della rivista online Everyeye.it ha dichiarato di non aver più alcuna intenzione di dedicarsi a futuri capitoli di Remothered, nonostante il successo internazionale ottenuto, successivamente ribadito anche sui suoi social. Inizierà lo sviluppo del gioco Bye Sweet Carole con il nuovo team indipendente da lui fondato, Little Sewing Machine e che, anche in questo caso, come fu per Remothered, crea, scrive e dirige.
Il 18 aprile 2023, oltre alla partnership con l'editore Just For Games del gruppo Zordix, che successivamente diviene Maximum Entertainment France, viene annunciata la finestra di lancio nel corso del 2025 del suo nuovo progetto, Bye Sweet Carole, che unisce animazione tradizionale nello stile dei classici Disney e gameplay da survival horror "old school" come Clock Tower e Haunting Ground..

## Riconoscimenti
| Anno          | Premio              | Categoria                             | Risultato       | Fonte         |
| ------------- | ------------------- | ------------------------------------- | --------------- | ------------- |
| 2021          | DStars Awards       | Game World Observer Recognition Award | Vincitore/trice | [ 18 ] [ 17 ] |
| Febbraio 2021 | Oniros Film Awards  | Best Director                         | Candidato/a     | [ 15 ]        |
| Febbraio 2021 | Oniros Film Awards  | Best Director - Short                 | Vincitore/trice | [ 15 ]        |
| 2020          | DStars Awards       | Art & Animation Star                  | Candidato/a     | [ 22 ]        |
| 2019          | NAVGTR Awards       | Best Writing in a Drama               | Candidato/a     | [ 23 ]        |
| 2019          | Oniros Film Awards  | Best Song                             | Candidato/a     | [ 24 ]        |
| Ottobre 2018  | Oniros Film Awards  | Best Director                         | Candidato/a     | [ 25 ]        |
| Ottobre 2018  | Oniros Film Awards  | Best Video Game Trailer               | Vincitore/trice | [ 25 ]        |
| Ottobre 2018  | Oniros Film Awards  | Best Song                             | Vincitore/trice | [ 25 ]        |
| Ottobre 2018  | Oniros Film Awards  | Best Poster                           | Vincitore/trice | [ 25 ]        |
| 2019          | Catania Film Fest   | Gold Elephant World                   | Vincitore/trice | [ 26 ]        |
| 2018          | Global Music Awards | Best Video Game Music                 | Vincitore/trice | [ 27 ]        |

## Opere
- DreadOut (non accreditato) (2013)
- Midway - Tra la vita e la morte (Film) (2013)
- Gabriel Knight: Sins of the Fathers 20th Anniversary Edition (Additional arts) (2014)
- Project Scissors: NightCry (Cortometraggio) (2015)
- La Banda dei Supereroi (Film) (2014)[28]
- Forgotten Memories: Alternate Realities (Art director) (2015)
- VirtualErotico (Libro - contributo) (2015)[29]
- Lacrime di San Lorenzo (Film) (2015)
- Dracula: Collection (Additional arts) (2016)
- Project Scissors: NightCry (2015)
- Remothered: Tormented Fathers (2018)
- Remothered: Broken Porcelain (2020)
- Remothered: Double Pack (2020)
- Before Saying Goodbye (Cortometraggio) (2020)
- Remothered: A Lamb to the Slaughter (Libro) (2021)
- The Good Life (2021) [30]
- Keiichiro - La vera storia del team di reietti che ha inventato Silent Hill (Libro) (2024), prefazione di Darril e di Simone Tagliaferri[31]
- Forgotten Memories: Remastered Edition (Art director) (2024) [32][33][34]
- Bye Sweet Carole (2025)